# Турион (Эврос)
Турион (греч. Θούριον ή Θούριο) — село в Греции, в северной части периферийной единицы Эврос в периферии Восточная Македония и Фракия. Находится  в 4 км к западу от греко-турецкой границы, которая проходит по реке Марица (Эврос). Село расположено на высоте 30 метров над уровнем моря и находится в низменности на плодородной равнине, к югу от города Орестиас и к северо-востоку от города Дидимотихон. Административно относится к общине Орестиас. Площадь 11,661 км². Население 643 человека по переписи 2011 года.
Через село проходит европейский маршрут E85.

## История
На месте сегодняшнего села Турион во времена Османской империи было турецкое село Урлу (тур. Urlu). Греко-турецкий обмен населением в 1923 привел к тому что местные жители ушли в Турцию, а на их место переселились беженцы гагаузы христианского вероисповедания. Гагаузы пришли в Урлу из Восточной Фракии из села Шараплар (европейская часть Турции). Гагаузы и поныне проживают в Турионе и в близлежащих сёлах. В первые годы жители Туриона занимались земледелием, однако позже некоторые из них были вовлечены в торговлю, другие были ремесленники. Некоторые из жителей Туриона затем мигрировали в другие части Греции, но великий исход был в 1960-х, когда почти половина населения деревни ухала в Германию, Нидерланды, Бельгию, Францию, Бразилию, Австралию и другие страны. В настоящее время в селе постоянно проживают более 700 человек и занимаются сельским хозяйством, торговлей или являются сотрудниками частного или государственного сектора.

## Население
В селе живут гагаузы. По религиозной принадлежности православные христиане. В XX веке было несколько тысяч жителей.
| Год  | Население, человек |
| ---- | ------------------ |
| 1991 | 784                |
| 2001 | 705                |
| 2011 | ↘ 643              |

## Общественная деятельность и фольклор
Село соединяется автобусной линией с центром общины, городом Орестиас. Имеется церковь в хорошем состоянии, ратуша, школа, футбольная команда с молодёжной секцией, магазин и бар.
Здесь существует интересный гагаузский народный рождественский «верблюжий обычай», который празднуется после Рождества (вечером 31 декабря). Двое молодых людей надевают деревянную конструкцию, изготовленную из тутового дерева, обёрнутого коврами, кроличьей или овечьей шкурой, вместо языка используют сушёный красный перец, также привязывают много колокольчиков и это всё превращается в «верблюда». Люди шумной толпой во главе с верблюдом ходят по домам, поют и танцуют «верблюжий танец». Взамен хозяева дома угощают гостей вином и разными угощениями. Танцуют перед домом, под аккомпанемент гайды.
После того как люди с верблюдом зайдут во двор дома, они поют следующую песню (одна из версий):
Чик чорбаджи, чик чорбаджи.

Деве гелди капуна.

Йыллык гетириор, салык гетириор.

Христозун дууду гюню, хабер вериор.
Считается, что праздник посвящён Деве Марии, которая, в соответствии с местными поверьями, носила младенца Иисуса на верблюде. По другой версии, Святой Николай (Санта Клаус) всегда приходил на верблюде. По третьей версии, обычай является памятью о турецких временах, когда султан возил собранный налог на верблюдах, над чем люди насмехались.